# Les mines del rei Salomó
Les mines del rei Salomó (King Solomon's Mines) (1885) és una Novel·la de gènere de l'escriptor d'aventures i fabulista victorià anglès Sir H. Rider Haggard. Explica la recerca d'una regió inexplorada d'Àfrica per part d'un grup d'aventurers liderats per Allan Quatermain per al germà desaparegut d'un dels membres del grup. És una de les primeres novel·les d'aventures angleses ambientades a l'Àfrica i es considera la gènesi del gènere literari del món perdut.
Ha estat traduïda al català.

## Fons
El llibre es va publicar per primera vegada el setembre de 1885 enmig d'una gran fanfàrria, amb cartells publicitaris i cartells per Londres que anunciaven "El llibre més sorprenent mai escrit". Es va convertir immediatament en un best seller. A finals del segle xix, els exploradors estaven descobrint civilitzacions antigues d'arreu del món, com ara la Vall dels Reis d'Egipte i l'imperi d'Assíria. L'Àfrica interior va romandre en gran part inexplorada i Les mines del rei Salomó, una de les primeres novel·les d'aventures africanes publicades en anglès, va captar la imaginació del públic.
El "rei Salomó" del títol del llibre és el rei bíblic conegut tant per la seva saviesa com per la seva riquesa. S'ha suggerit una sèrie de llocs com la ubicació de les seves mines, incloent els treballs a la vall de Timna prop d'Eilat. La investigació publicada el setembre de 2013 ha demostrat que aquest lloc estava en ús durant el segle X aC com a mina de coure possiblement pels edomites, dels quals la Bíblia informa que eren rivals i sovint estaven en guerra amb el rei Salomó. La Bíblia fa referència al fet que el rei Salomó va enviar, en col·laboració amb els seus aliats fenicis, expedicions comercials al llarg del mar Roig, que portaven mercaderies i animals exòtics d'Àfrica a Jerusalem. Els comerciants musulmans de Sofala van dir als viatgers portuguesos dels segles XVI i XVII que les mines d'or de la regió pertanyien al rei Salomó i que va construir les ruïnes de la Gran Zimbàbue.
Haggard coneixia bé l'Àfrica, després d'haver viatjat a les profunditats del continent durant la Guerra anglozulu i la Primera Guerra Bòer, on havia quedat impressionat per la gran riquesa mineral de Sud-àfrica i per les ruïnes d'antigues ciutats perdudes que es van descobrir, com la Gran Zimbàbue. El seu personatge original d'Allan Quatermain es basava en gran part en Frederick Selous, el caçador blanc britànic i explorador d'Àfrica. Les experiències de la vida real de Selous van proporcionar a Haggard els antecedents i la inspiració per a aquesta i moltes històries posteriors.
Haggard també tenia un deute considerable amb Joseph Thomson, l'explorador escocès autor del llibre Through Masai Land publicat el 1885. Thomson va afirmar que havia aterrit els guerrers a Kenya en treure les dents postizas i afirmar que era un mag, tal com ho fa el capità Good a Les mines del rei Salomó. El contemporani James Runciman va escriure un article titulat King Plagiarism and His Court, interpretat com acusació de Haggard de plagi per això. Thomson estava tan indignat pel suposat plagi de Haggard que va publicar una novel·la pròpia, Ulu: an African Romance, que, tanmateix, no es va vendre.

## Resum de la trama

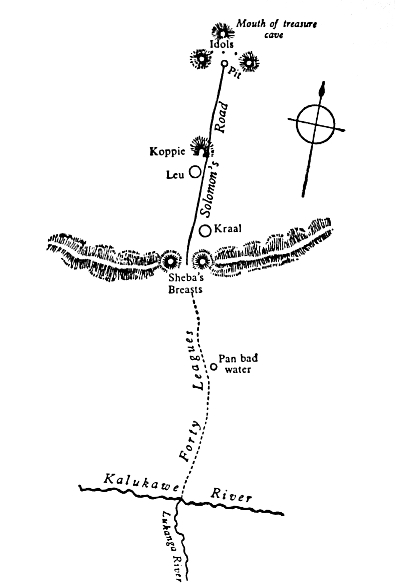
El camí a Kukuanaland

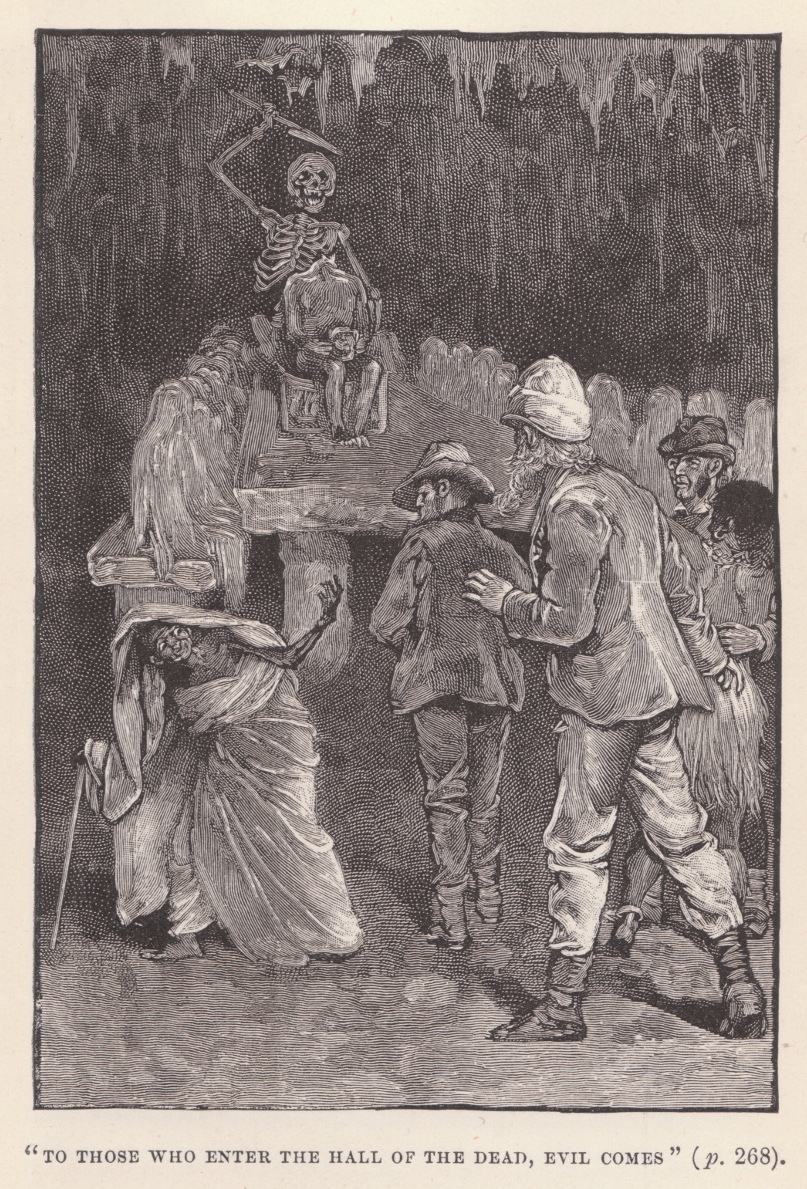
"Als que entren a la sala dels morts"; Walter Paget

Allan Quatermain, un aventurer i caçador blanc amb seu a Durban, a l'actual Sud-àfrica, és abordat per l'aristòcrata Sir Henry Curtis i el seu amic el capità Good, buscant la seva ajuda per trobar el germà de Sir Henry, que va ser vist per última vegada viatjant cap al nord cap a l'interior inexplorat en una recerca de les mines del rei Salomó. Quatermain té un mapa misteriós que pretén conduir a les mines, però mai s'ho havia pres seriosament. No obstant, accepta dirigir una expedició a canvi d'una part del tresor, o un estipendi per al seu fill si mor pel camí. Té poques esperances que tornin amb vida, però per la raó que ja ha sobreviscut a la majoria de la gent en la seva professió,si mor d'aquesta manera, almenys, assegura que el seu fill serà proveït. També s'emporten un misteriós nadiu, Umbopa, que sembla més reial, guapo i ben parlat que la majoria dels portadors de la seva classe, però que està molt ansiós per unir-se a l'expedició.
Viatjant en carro de bous, arriben a la vora d'un desert, però no abans d'una caça en què un elefant ferit es cobra la vida d'un criat. Continuen a peu pel desert, gairebé morint de set abans de trobar l'oasi que es mostra a mig camí al mapa. Arribant a una serralada anomenada Suliman Berg, pugen un cim (un dels "Pits de Sabà") i entren a una cova on troben el cadàver congelat de José Silvestre (també escrit Silvestra), l'explorador portuguès del segle XVI que va dibuixar el mapa amb la seva pròpia sang. Aquella nit, un segon criat mor pel fred, així que deixen el seu cos al costat del de Silvestre, per "donar-li un company". Travessen les muntanyes cap a una vall elevada, exuberant i verda, coneguda com a Kukuanaland. Els habitants tenen un exèrcit i una societat ben organitzats i parlen un antic dialecte isizulu. La capital de Kukuanaland és Loo, la destinació d'una magnífica carretera des de l'antiguitat. La ciutat està dominada per un kraal reial central.
Aviat es troben amb un grup de guerrers Kukuana que estan a punt de matar-los quan el capità Good s'agita nerviosament amb les seves dents postisses, fent que els Kukuana retrocedeixin de por. A partir d'aquí, per protegir-se, s'anomenen "homes blancs de les estrelles" -déus bruixots- i se'ls demana que donin proves regulars de la seva divinitat.
Són portats davant el rei Twala, que governa el seu poble amb una violència despietada. Va arribar al poder anys abans quan va assassinar el seu germà, l'anterior rei, i va expulsar la dona i el fill petit del seu germà, Ignosi, al desert per morir. El govern de Twala és inqüestionable. Una bruixa malvada i impossiblement antiga anomenada Gagool és la seva principal consellera. Ella elimina qualsevol oposició potencial ordenant caces de bruixes regulars i assassinant sense judici a tots els identificats com a traïdors. Quan identifica a Umbopa per aquest destí, es necessita tota l'habilitat de Quatermain per salvar-li la vida.
Sembla que Gagool ja ha sentit el que Umbopa revela poc després: és Ignosi, el rei legítim dels Kukuana. Esclata una rebel·lió, els anglesos obtenen suport per a Ignosi aprofitant el seu preconeixement d'un eclipsi lunar per afirmar que apagaran la lluna com a prova de l'afirmació d'Ignosi. (En les primeres edicions, es tractava d'un eclipsi solar; Haggard el va canviar després d'adonar-se que la seva descripció d'un eclipsi solar no era realista.) Els anglesos s'uneixen a l'exèrcit d'Ignosi en una batalla furiosa. Encara que superats en nombre, els rebels enderroquen Twala i Sir Henry li talla el cap en un duel.
Els anglesos també capturen Gagool, que de mala gana els condueix a les mines del rei Salomó. Els mostra una sala del tresor dins d'una muntanya, tallada a les profunditats de la roca viva i plena d'or, diamants i ivori. Aleshores s'escapa amb traïció mentre admiren el tesor i activa un mecanisme secret que tanca la gran porta de pedra de la mina. No obstant això, una breu baralla amb una bella dona Kukuana anomenada Foulata, que s'havia enganxat a Good després de cuidar-lo després de les ferides que va patir a la batalla, fa que Gagool sigui aixafat sota la porta de pedra, encara que no abans d'apunyalar mortalment a Foulata. La seva escassa reserva d'aliments i aigua disminueix ràpidament, els homes atrapats també es preparen per morir. Després d'uns quants dies desesperats segellats a la cambra fosca, troben una via d'escapament, portant amb ells unes quantes butxaques plenes de diamants de la immensa riquesa, suficients per fer-los rics.
Els anglesos s'acomiaden d'un Ignosi trist i tornen al desert, assegurant-li que valoren la seva amistat però que han de tornar a estar amb el seu propi poble, Ignosi a canvi els promet que seran venerats i honrats entre el seu poble per sempre. Prenent una ruta diferent, troben el germà de Sir Henry encallat en un oasi per una cama trencada, sense poder avançar ni tornar enrere. Tornen a Durban i, finalment, a Anglaterra, prou rics per viure una vida còmoda.

## Importància literària i crítica
Haggard va escriure la novel·la com a resultat d'una aposta de cinc xílings amb el seu germà, que va dir que no podia escriure una novel·la ni la meitat de bona que L'illa del tresor (1883) de Robert Louis Stevenson. El va escriure en poc temps, entre sis i setze setmanes entre gener i el 21 d'abril de 1885. Tanmateix, el llibre era una novetat total i va ser rebutjat per una editorial rere l'altra. Després de sis mesos, es va publicar King Solomon's Mines, i el llibre es va convertir en el més venut de l'any, amb els impressors lluitant per imprimir còpies prou ràpid.
Andrew Lang, revisant Les mines del rei Salomó per a la revista Saturday Review, va elogiar el llibre. Lang va descriure el llibre com una "història d'aventures peculiarment emocionant i vigorosa" i va afegir "només tenim elogis pels poders d'invenció molt notables i poc comuns i el do de la "visió" que mostra el Sr. Haggard".
En el procés, King Solomon's Mines va crear un nou gènere conegut com "Món perdut", que inspiraria The Land That Time Forgot d'Edgar Rice Burroughs, El món perdut d'Arthur Conan Doyle, The Man Who Would Be King de Rudyard Kipling i A les muntanyes de la follia d'H. P. Lovecraft. A The Return of Tarzan (1913), Edgar Rice Burroughs va presentar la seva pròpia ciutat perduda d'Opar, en la qual la influència de Les mines del rei Salomó és evident. (L'Opar de Burroughs suposadament és el mateix que l'Ofir bíblic amb el qual comerciava el rei Salomó.) Opar va reaparèixer en altres novel·les de Tarzan i més tard va ser reprès en les novel·les Khokarsa de Philip José Farmer i en diverses obres derivades en altres mitjans. Burroughs també va introduir altres ciutats perdudes en diversos racons ocults d'Àfrica perquè Tarzan les visités, com ara una vall habitada per croats perduts que encara mantenen una forma de vida medieval. Conan el Bàrbar de Robert E. Howard també va visitar diverses ciutats perdudes, i The Phantom de Lee Falk es va escriure inicialment en aquest gènere. Una novel·la del món perdut molt posterior és Congo de Michael Crichton, que se situa als anys setanta i presenta personatges que busquen un tresor de diamants a la ciutat perduda de Zinj per utilitzar-los en components electrònics en lloc de joieria.
Com a L'illa del tresor, el narrador de les mines del rei Salomó explica la seva història en primera persona amb un estil de conversa fàcil. Gairebé completament desaparegut (excepte en el discurs dels Kukuanes) hi ha el llenguatge ornamentat que s'associa habitualment a les novel·les d'aquesta època. L'ús per part de Haggard de la perspectiva subjectiva en primera persona també contrasta amb el punt de vista omniscient de la tercera persona aleshores de moda entre escriptors influents com Anthony Trollope, Thomas Hardy i George Eliot.
El llibre té un valor acadèmic per les actituds colonialistes que expressa Haggard, i per la forma en què retrata les relacions entre els personatges blancs i africans. Haggard retrata alguns personatges africans, com Twala i Gagool, com a bàrbars, però la seva barbàrie té més a veure amb els seus papers com a antagonistes de la història que amb la seva herència africana. També presenta l'altra cara de la moneda, mostrant alguns africans negres (com Ignosi) com a herois i heroïnes, i mostra respecte per la seva cultura. El llibre expressa molt menys prejudicis que alguns dels llibres posteriors d'aquest gènere. En efecte, Quatermain afirma que es nega a utilitzar la paraula "negre" i que molts africans són més dignes del títol de "caballer" que els europeus que s'instal·len o s'aventuren al país. Haggard inclou fins i tot un romanç interracial entre una dona Kukuana, Foulata, i l'anglès blanc Capità Good. El narrador intenta desanimar la relació, tement l'enrenou que aquest matrimoni provocaria a casa seva; tanmateix, no té cap objecció a la dama, que considera molt bella i noble. Haggard, utilitzant el personatge de Gagool, finalment mata Foulata que mor als braços de Good.
Es diu al llibre que Kukuanaland es troba a quaranta llegües al nord del riu Lukanga, a l'actual Zàmbia, cosa que el situaria a l'extrem sud-est de l'actual República Democràtica del Congo. La cultura dels kukuana comparteix molts atributs amb els zulús, com ara la llengua zulu que es parla i el sistema kraal que s'utilitza.

## Adaptacions en altres mitjans

### Pel·lícules
La novel·la ha estat adaptada al cinema almenys set vegades. La primera adaptació cinematogràfica (una versió en cinema mut) va ser dirigida per Horace Lisle Lucoque el 1919, seguida de la primera versió sonora el 1937, Les mines del rei Salomó, que va ser dirigida per Robert Stevenson. La versió més coneguda es va estrenar l'any 1950, Les mines del rei Salomó, dirigida per Compton Bennett i Andrew Marton, a la qual va seguir una seqüela, Watusi (1959). El 1979, una versió de baix pressupost va ser dirigida per Alvin Rakoff, King Solomon's Treasure, combinant les mines del rei Salomó i Allan Quatermain en una sola història. La pel·lícula de 1985, Les mines del rei Salomó, va ser una paròdia, seguida d'una seqüela en la mateixa línia: Allan Quatermain a la ciutat perduda d'or (1987). Al voltant del mateix període, va sortir una pel·lícula d'animació per a televisió australiana, King Solomon's Mines. El desembre de 2006, la pel·lícula The Librarian: Return to King Solomon's Mines es va estrenar com la segona d'una trilogia que segueix les aventures fantàstiques d'un home. El 2008, Mark Atkins va estrenar una adaptació directe a vídeo, Allan Quatermain and the Temple of Skulls, que s'assemblava més a Indiana Jones que a la novel·la.

### Còmics

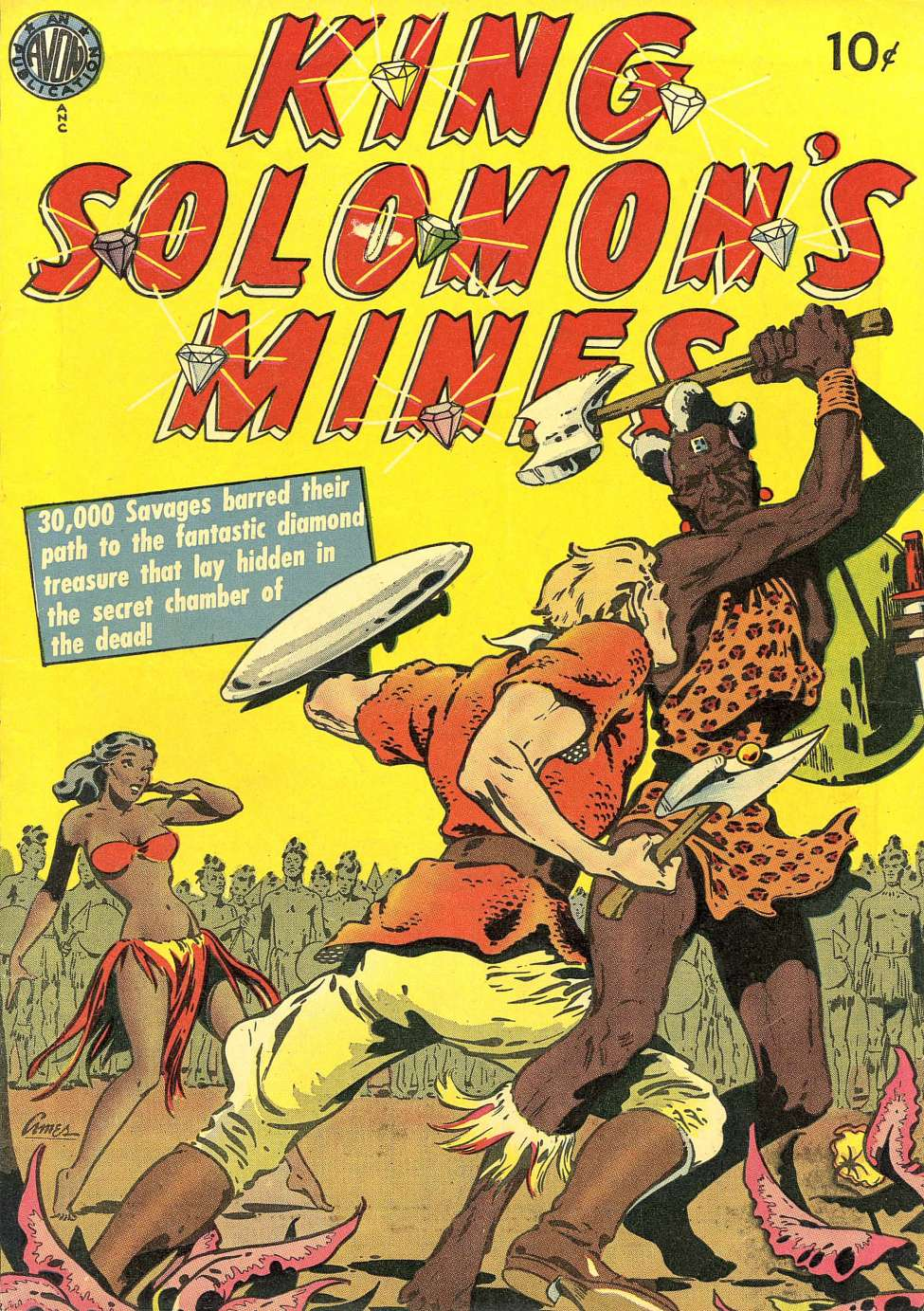
Portada de King Solomon's Mines, Avon Periodicals, 1951, art de Lee J. Ames.

- El 1951, Avon Periodicals va publicar una adaptació al còmic.[23]
- El 1952, es va publicar una adaptació còmica a Classics Illustrated nº 97, amb guió de Kenneth W. Fitch i amb dibuixos d' HC Kiefer.[24]
- El 1954, l'artista de còmics britànic Dudley D. Watkins va adaptar la història a una sèrie de còmics sense globus, amb el text al peu de les vinyetes.[25]
- El 2015, l'artista Pablo Marcos i l'escriptor Mark Ellis van reimaginar King Solomon's Mines com una novel·la gràfica publicada per Ying Ko Graphics.

### Programes de televisió
L'any 2002, la National Geographic Television va fer un documental en col·laboració amb Channel 4 al Regne Unit: The Search for King Solomon's Mines.
El 2004, King Solomon's Mines, una mini-sèrie de televisió de dues parts protagonitzada per Patrick Swayze com Allan Quatermain, es va emetre al canal Hallmark.

### Ràdio
Kenneth Colley va interpretar a Allan Quatermain en una adaptació de la BBC Radio 4 de 1990.
L'abril de 2017 es va emetre una adaptació de dues parts de la BBC Radio 4 protagonitzada per Tim McInnerny com Allan Quatermain.
"King Solomon's Mines" va ser el sisè episodi de The General Mills Radio Adventure Theatre, emès el 20 de febrer de 1977.